# Colonia Avigdor

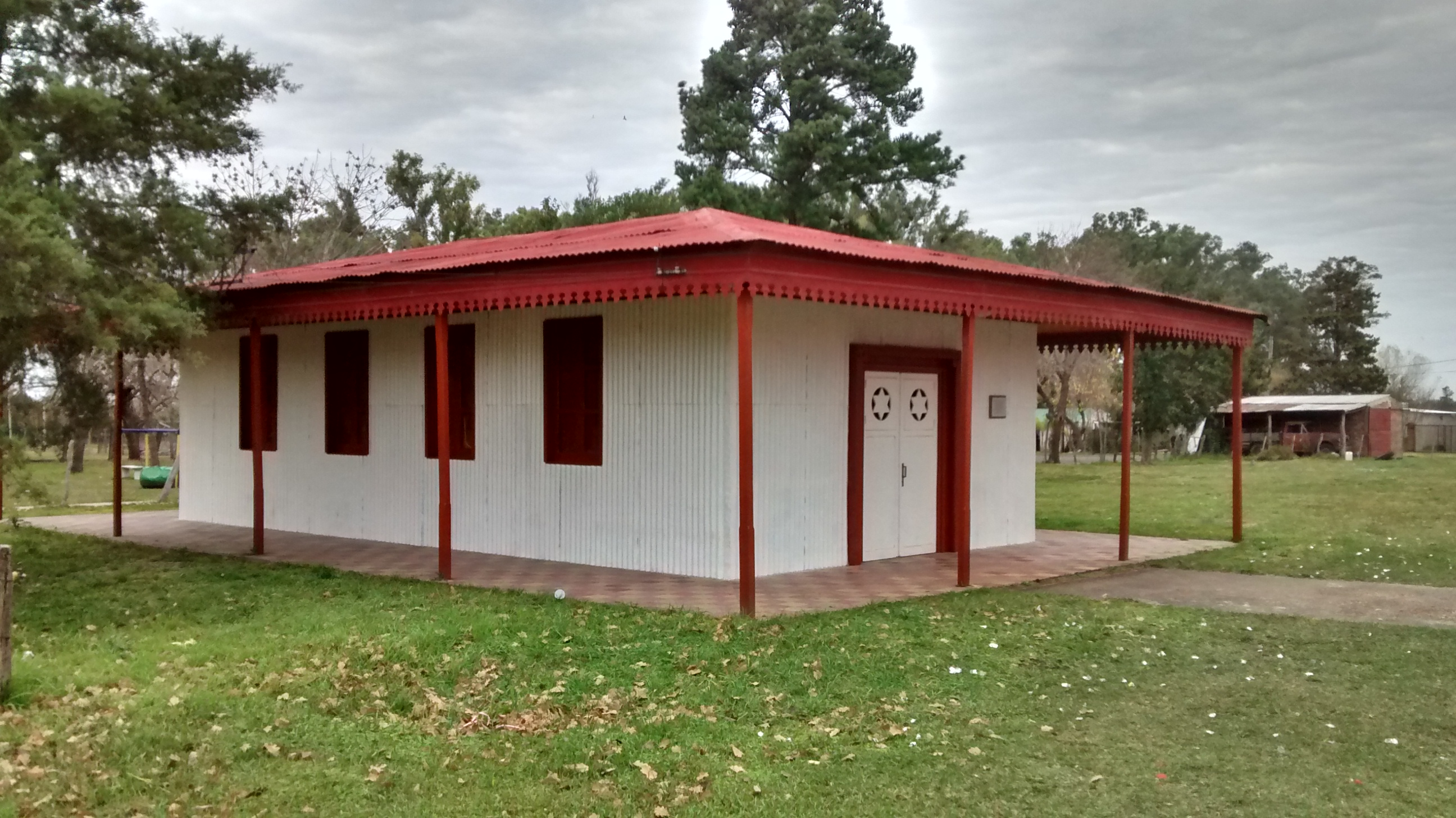
Sinagoga em Colonia Avigdor.

Colonia Avigdor é uma junta de governo da província de Entre Ríos, na Argentina.